# Hayranidil Kadin
Hayranıdil Kadın (turco ottomano: خیران دل قادین, lett. "cuore eccellente"; Abcasia, 2 novembre 1846 – Istanbul, 26 novembre 1895) è stata una consorte del sultano ottomano Abdülaziz e madre del Califfo Abdülmecid II.

## Origini
Hayranıdil Kadın nacque in Abcasia il 2 novembre 1846. La mancanza di informazioni sulla sua vita prima di divenire consorte, sulla sua famiglia o su come sia arrivata alla corte ottomana di Istanbul in un'epoca in cui le consorti ottomane erano di regola ragazze di nobili origini mandate a corte dalle famiglie ha fatto supporre che venisse da una famiglia umile o addirittura che sia stata una schiava. Infatti, malgrado la schiavitù fosse già stata bandita nell'Impero Ottomano, Pertevniyal Sultan, madre di Abdülaziz, è nota per aver continuato a mandare ragazze schiave nell'harem del figlio, comprandole da quelle zone del Caucaso dove il commercio umano tardava a sparire.
Era descritta come la più bella fra le donne dell'harem di Abdülaziz. 

## Consorte imperiale
Il sultano ottomano Abdülaziz la prese come consorte il 21 settembre 1865 a Palazzo Dolmabahçe. Le venne conferito il rango di "Terza Kadın", col titolo di Hayranıdil Kadın. Nel 1875 venne promossa a "Seconda Kadın". Diede al sultano un figlio e una figlia.
Alla deposizione di Abdülaziz nel 1876 venne forzatamente imprigionata, con le altre consorti, a Palazzo Feriye, dopo essere stata perquisita e gli oggetti di valore sottrattole. Abdülaziz morì dopo qualche giorno in circostanze dubbie. Hayranıdil e le altre consorti furono liberate nel settembre 1876 da Abdülhamid II, nipote di Abdülaziz e nuovo sultano. Hayranıdil Kadın venne mandata a vivere a Palazzo Ortaköy. 

## Morte
Hayranıdil Kadın morì il 26 novembre 1895 a Palazzo Feriye. Venne sepolta nel mausoleo Mahmud II. 

## Discendenza
Da Abdülaziz, Hayranıdil Kadın ebbe un figlio e una figlia:
- Nazime Sultan (25 febbraio 1866 - 9 novembre 1947). Si sposò una volta ma non ebbe figli.
- Abdülmecid II (29 maggio 1868 - 23 agosto 1944). Non divenne mai sultano a causa dell'abolizione del Sultanato nel 1922, e fu l'ultimo califfo dell'Islam.